# Haugk (Adelsgeschlecht)

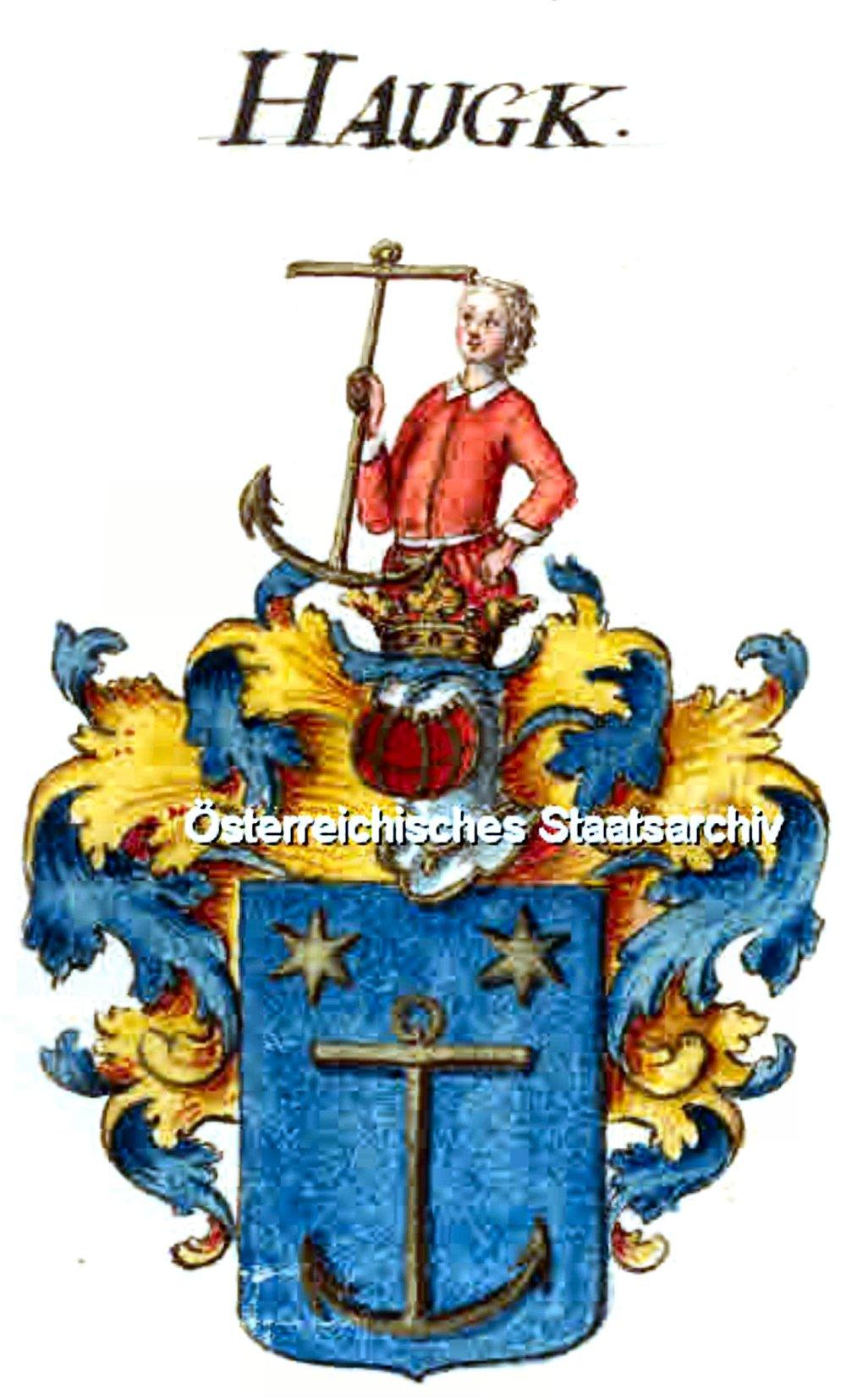
Wappen derer von Haugk (1751)

Haugk ist der Name eines thüringisch-sächsischen Briefadelsgeschlechts. Es ist zu unterscheiden vom Briefadelsgeschlecht Hauke, das aus einem Geschlecht namens Hauck hervorgegangen war.

## Geschichte
Das Geschlecht stammt aus dem Erzgebirge. Der königlich-polnische und kurfürstlich-sächsische Kammerrat Johann Martin Haugk, Großhändler und Kramermeister in Leipzig sowie Besitzer des Rittergutes Silbitz wurde von Kaiser Franz I. am 5. Januar 1751 in den Reichsadelsstand erhoben.

## Wappen
Blasonierung: In Blau ein aufgerichteter goldener Anker, begleitet in jedem der beiden Oberwinkel des Schildes von einem sechseckigen goldenen Stern. Auf dem gekrönten Helm mit blau-goldenen Helmdecken ein wachsender rotgekleideter Mann, den goldenen Anker in der Rechten haltend.

## Persönlichkeiten
- Johann Martin von Haugk († 1761), königlich-polnischer und kurfürstlich-sächsischer Kammerrat
- Philipp von Haugk (1850–1915), sächsischer Generalleutnant
- Siegfried von Haugk (1886–1955), deutscher Reiter und sächsischer Oberst